# Moramanga
Moramanga é uma cidade na costa l'Este da ilha de Madagáscar. Ela é o capital da região de Alaotra-Mangoro e também do distrito de Moramanga.

## Natureza
Perto de Moramanga se encontram as reservas naturais:
- Reserva de Analamazoatra (30km)
- Parque Nacional de Andasibe-Mantadia

## Transportes

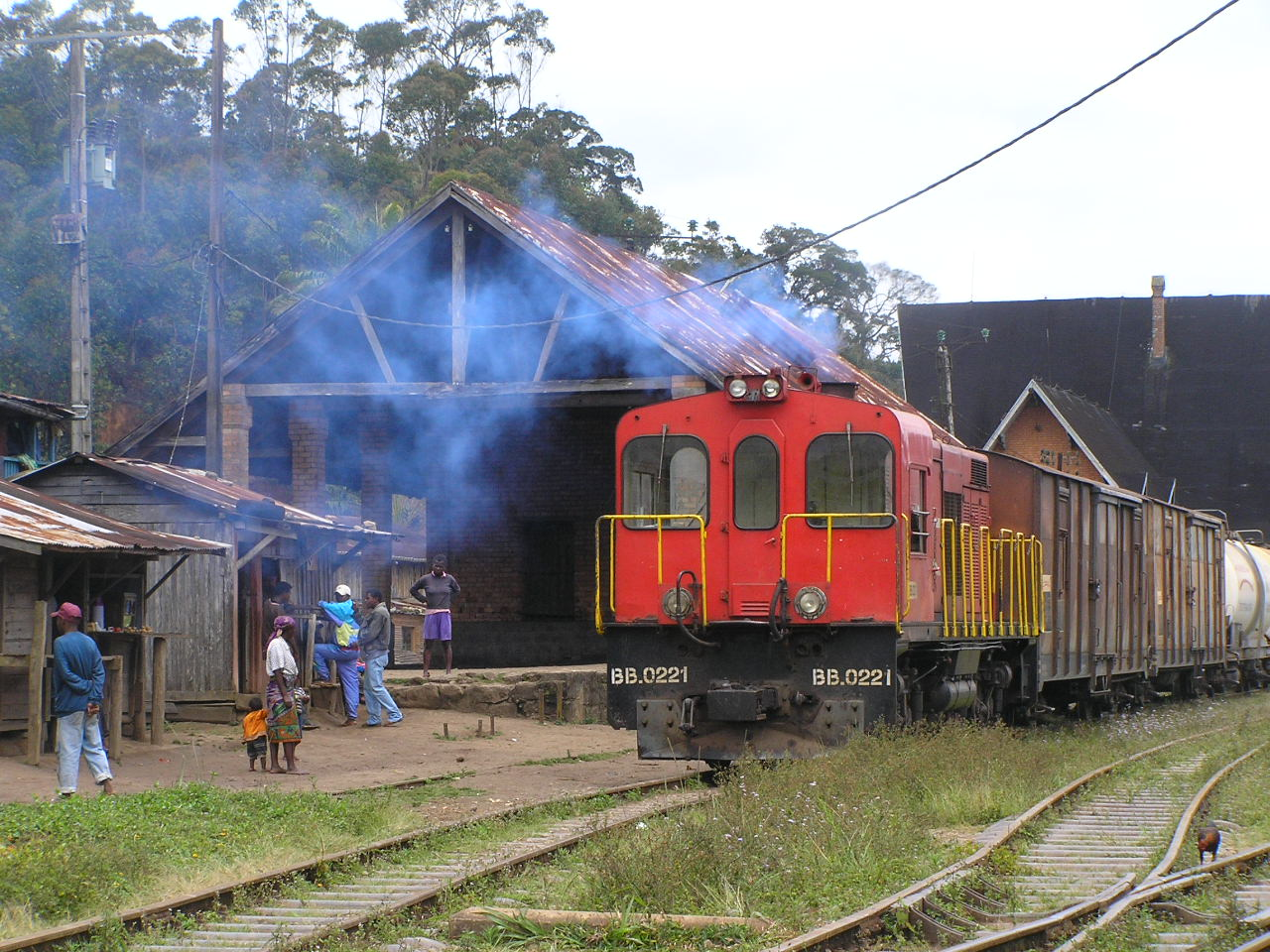
Estaçao perto de Moramanga

A cidade fica na ferroviaria Antananarivo-Toamasina.